# Lago del Gimona
El Lago del Gimona es un pantano francés ubicado en dos departamentos, Alto Garona y Gers, en la región de Occitania.

## Geografía

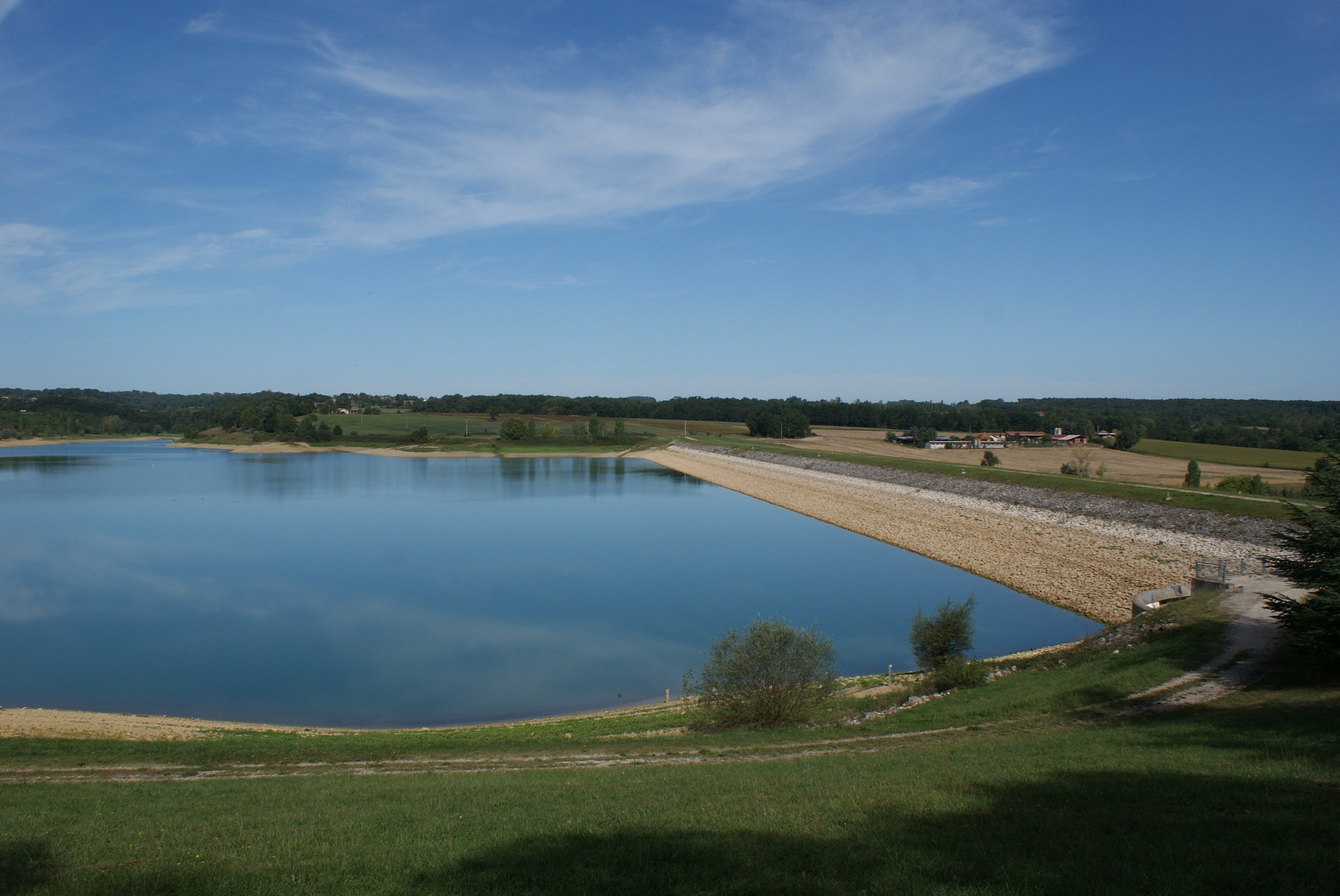
El dique del lago.

El lago del Gimona tiene la particularidad de extenderse sobre dos departamentos, Alta Garona y Gers. Así, se extiende por cinco municipios, tres en Alto Garona (Boulogne-sur-Gesse, Péguilhan y Lunax) y dos en Gers (Saint-Blancard y Lalanne-Arqué).
Sus aguas están retenidas por una presa que se extiende sobre el valle de Gimona. Debido a que se encuentra en un valle, no se extiende mucho en ancho sino mucho en longitud, remontando así una distancia de 6 km, hasta la ciudad de Boulogne-sur-Gesse. El lago está delimitado en el lado este por una colina boscosa, en el lado suroeste por la carretera departamental D12 y finalmente en el lado norte por la D228. El abastecimiento de agua proviene del agua de lluvia, pero también del canal del Neste, que riega el afluente del lago, el Gimona.

## Historia
Esta presa, de aproximadamente 650 m de largo, fue construida para crear una reserva de agua de 280 ha y con una capacidad de 25 millones de metros cúbicos para recoger agua de lluvia y agua de los Pirineos, para utilizarla con fines agrícolas durante los frecuentes veranos secos en esta zona más allá de la meseta de Lannemezan.

## Descripción

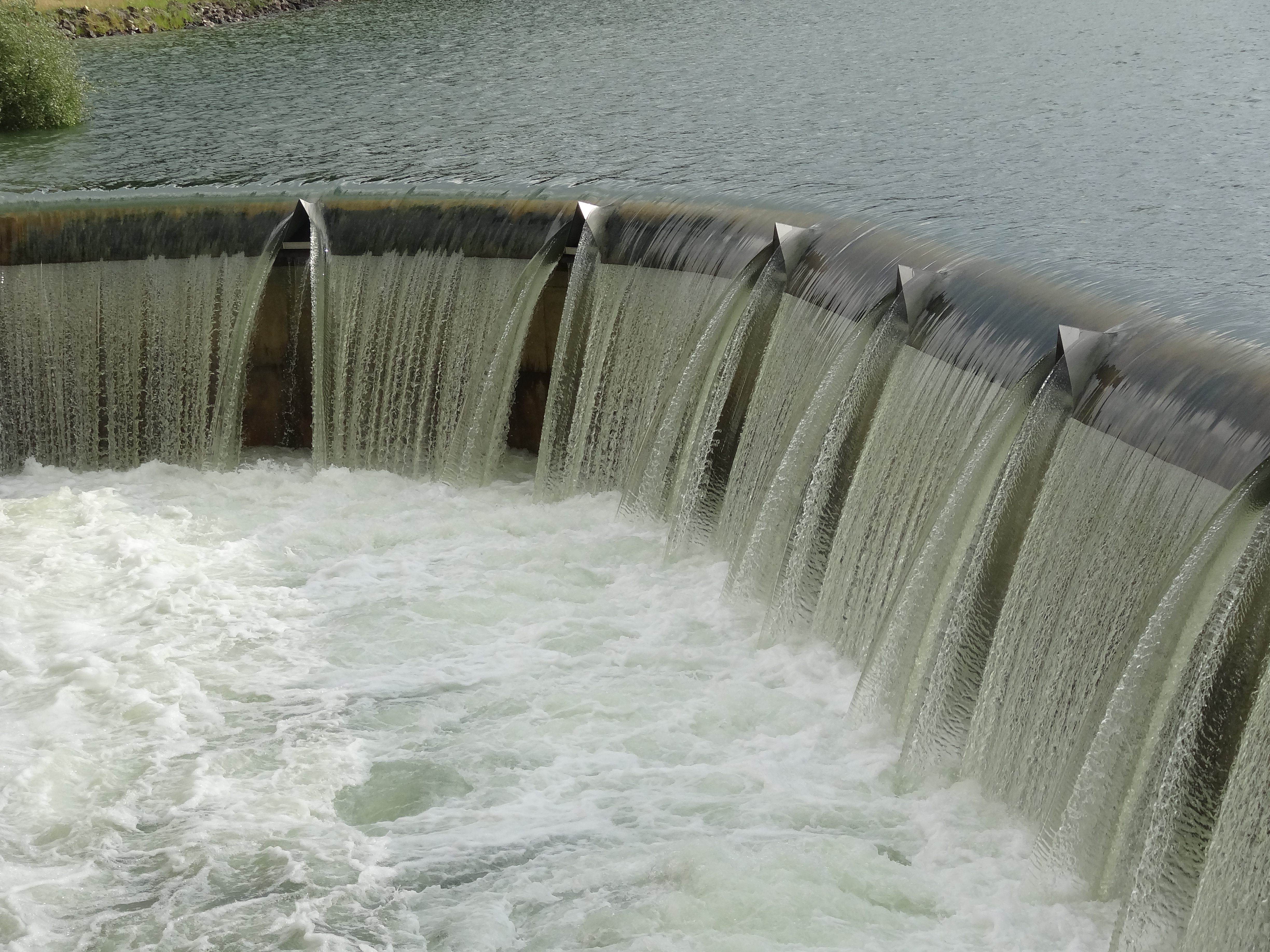
El aliviadero, durante las inundaciones del 30 y 31 de mayo de 2013.

La existencia de este lago se debe a una presa de terraplén, muy común en la zona. Se extiende sobre el valle de Gimona y dispone de un aliviadero para evacuar el exceso de agua, ubicado en la localidad de Lunax en Alto Garona.

## Actividades turísticas
La natación está autorizada durante el período de verano, en el sitio del centro de ocio Saint-Blancard. En este mismo lugar podrá disfrutar en temporada de determinadas actividades náuticas, como la vela, o incluso botes a pedales. También practican la pesca, otra actividad que ofrece el lago. Por lo tanto, hay carpas, cucarachas, luciopercas, percas, truchas y lucios, lo que permite una pesca relajante o desde un bote.
La práctica de actividades deportivas de ocio también está muy extendida en el recinto. Así, varios senderos alrededor del lago permiten la práctica de caminar o disfrutar del ciclismo de montaña. El atractivo turístico de este lago también radica en su capacidad. Así, la recepción de los visitantes está asegurada por los chalés, así como por los cámpings o casas de huéspedes ubicados cerca del lago. También hay un área de pícnic ubicada sobre el dique.